# Lill-Bredträsket
Lill-Bredträsket är en sjö i Arvidsjaurs kommun i Lappland och ingår i Byskeälvens huvudavrinningsområde. Sjön har en area på 0,105 kvadratkilometer och ligger 465,1 meter över havet. Lill-Bredträsket ligger i Byskeälven Natura 2000-område. Sjön avvattnas av vattendraget Garneälven.

## Delavrinningsområde
Lill-Bredträsket ingår i det delavrinningsområde (727788-162747) som SMHI kallar för Utloppet av Sotträsket. Medelhöjden är 526 meter över havet och ytan är 13,44 kvadratkilometer. Det finns inga avrinningsområden uppströms utan avrinningsområdet är högsta punkten. Garneälven som avvattnar avrinningsområdet har biflödesordning 3, vilket innebär att vattnet flödar genom totalt 3 vattendrag innan det når havet efter 191 kilometer. Avrinningsområdet består mestadels av skog (76 procent) och sankmarker (12 procent). Avrinningsområdet har 0,79 kvadratkilometer vattenytor vilket ger det en sjöprocent på 5,9 procent.